# Эвершед, Джон
Джон Эвершед (англ. John Evershed, 1864—1956) — британский астроном.

## Биография
Родился в Гомшеле, графство Суррей. Вёл наблюдения Солнца. Был первым, кто наблюдал радиальные потоки вещества в солнечных пятнах — явление, известное как эффект Эвершеда.
Это открытие он сделал в январе 1909 года, когда работал директором Кодайканалской солнечной обсерватории в Индии. Выявил, что в спектральных линиях солнечных пятен наблюдается эффект Доплера. В 1918 за своё открытие был награждён Золотой медалью Королевского Астрономического Общества (1918). Умер в Эвхерсте, графство Суррей.
В его честь назван кратер на Луне.